# Jaskinia Na Vyhni
Jaskinia Na Vyhni (słow. Jaskyňa na Vyhni lub J. vo Vyhni) – jaskinia krasowa w zachodniej części grupy górskiej Wielkiej Fatry na Słowacji. Całkowita długość jaskini wynosi 40 m.

## Położenie
Jaskinia leży na terenie tzw. Krasu Wielkofatrzańskiego na terenie katastralnym wsi Blatnica. Leży w zamknięciu dolinki Havranovo, będącej lewostronnym odgałęzieniem doliny Konský dol. Znajduje się w zachodnich, mocno rozczłonkowanych zboczach góry Tlstá (1414 m n.p.m.).

## Geologia i morfologia
Jaskinia powstała w pochodzących ze środkowego triasu wapieniach tzw. płaszczowiny choczańskiej.

## Dzieje poznania
Jaskinia była zasiedlona przez ludzi już u schyłku epoki kamiennej, w eneolicie (ok. 2750–2250 r. p.n.e.). Badania archeologiczne przyniosły z niej również znaleziska z okresu rzymskiego.

## Ochrona
Jaskinia znajduje się na obszarze Parku Narodowego Wielka Fatra, na terenie rezerwatu przyrody Tlstá (słow. Narodná prirodná rezervacia Tlstá). Dodatkowo jest objęta ochroną jako pomnik kultury (słow. Kultúrna pamiatka Jaskyňa na Vyhni).

## Znaczenie turystyczne
Jaskinia nie jest dostępna do zwiedzania turystycznego.